# Sambenedettese Calcio 1987-1988
Questa pagina raccoglie le informazioni riguardanti la Sambenedettese Calcio nelle competizioni ufficiali della stagione 1987-1988.

## Divise e sponsor
| Casa | Trasferta |

## Rosa
| N. |                   | Ruolo | Calciatore            |
| -- | ----------------- | ----- | --------------------- |
|    | Italia (bandiera) | D     | Roberto Andreoli      |
|    | Italia (bandiera) | P     | Adriano Bonaiuti      |
|    | Italia (bandiera) | D     | Ugo Bronzini          |
|    | Italia (bandiera) | C     | Massimo Cardelli      |
|    | Italia (bandiera) | D     | Emilio De Cicco       |
|    | Italia (bandiera) | C     | Tito Di Antonio       |
|    | Italia (bandiera) | A     | Paolo Alberto Faccini |
|    | Italia (bandiera) | D     | Danilo Ferrari        |
|    | Italia (bandiera) | P     | Fabrizio Ferron       |
|    | Italia (bandiera) | C     | Massimo Ficcadenti    |
|    | Italia (bandiera) | C     | Andrea Galassi        |
|    | Italia (bandiera) | A     | Massimo Ginelli       |

| N. |                   | Ruolo | Calciatore         |
| -- | ----------------- | ----- | ------------------ |
|    | Italia (bandiera) | C     | Claudio Luperto    |
|    | Italia (bandiera) | A     | Paolo Mandelli     |
|    | Italia (bandiera) | D     | Fabio Marangon     |
|    | Italia (bandiera) | C     | Ciro Mautone       |
|    | Italia (bandiera) | D     | Lucio Nobile       |
|    | Italia (bandiera) | A     | Egidio Pirozzi     |
|    | Italia (bandiera) | D     | Leonardo Paciscopi |
|    | Italia (bandiera) | C     | Giuseppe Pizzuto   |
|    | Italia (bandiera) | D     | Marco Saltarelli   |
|    | Italia (bandiera) | C     | Sandro Salvioni    |
|    | Italia (bandiera) | A     | Marco Sinigaglia   |
|    | Italia (bandiera) | C     | Leandro Vessella   |

## Risultati

### Campionato

#### Girone di andata
| 13 settembre 1987 1ª giornata | Lazio | 2 – 0 | Sambenedettese |  |

| 20 settembre 1987 2ª giornata | Sambenedettese | 1 – 0 | Lecce |  |

| 27 settembre 1987 3ª giornata | Modena | 2 – 2 | Sambenedettese |  |

| 4 ottobre 1987 4ª giornata | Sambenedettese | 1 – 1 | Padova |  |

| 11 ottobre 1987 5ª giornata | Atalanta | 4 – 1 | Sambenedettese |  |

| 18 ottobre 1987 6ª giornata | Sambenedettese | 1 – 0 | Triestina |  |

| 25 ottobre 1987 7ª giornata | Brescia | 0 – 0 | Sambenedettese |  |

| 1º novembre 1987 8ª giornata | Catanzaro | 1 – 1 | Sambenedettese |  |

| 2 febbraio 1969 9ª giornata | Sambenedettese | 2 – 1 | Arezzo |  |

| 15 novembre 1987 10ª giornata | Sambenedettese | 2 – 2 | Bologna |  |

| 22 novembre 1987 11ª giornata | Parma | 1 – 1 | Sambenedettese |  |

| 29 novembre 1987 12ª giornata | Sambenedettese | 0 – 0 | Barletta |  |

| 6 dicembre 1987 13ª giornata | Taranto | 1 – 1 | Sambenedettese |  |

| 13 dicembre 1987 14ª giornata | Sambenedettese | 0 – 0 | Piacenza |  |

| 20 dicembre 1987 15ª giornata | Genoa | 1 – 0 | Sambenedettese |  |

| 3 gennaio 1988 16ª giornata | Sambenedettese | 0 – 0 | Messina |  |

| 10 gennaio 1988 17ª giornata | Bari | 1 – 0 | Sambenedettese |  |

| 17 gennaio 1988 18ª giornata | Sambenedettese | 0 – 0 | Cremonese |  |

| 24 gennaio 1988 19ª giornata | Udinese | 3 – 2 | Sambenedettese |  |

#### Girone di ritorno
| 7 febbraio 1988 20ª giornata | Sambenedettese | 1 – 2 | Lazio |  |

| 14 febbraio 1988 21ª giornata | Lecce | 0 – 0 | Sambenedettese |  |

| 21 febbraio 1988 22ª giornata | Sambenedettese | 1 – 0 | Modena |  |

| 6 marzo 1988 23ª giornata | Padova | 2 – 0 | Sambenedettese |  |

| 13 marzo 1988 24ª giornata | Sambenedettese | 0 – 0 | Atalanta |  |

| 20 marzo 1988 25ª giornata | Triestina | 0 – 0 | Sambenedettese |  |

| 27 marzo 1988 26ª giornata | Sambenedettese | 2 – 2 | Brescia |  |

| 2 aprile 1988 27ª giornata | Sambenedettese | 1 – 2 | Catanzaro |  |

| 10 aprile 1988 28ª giornata | Arezzo | 0 – 0 | Sambenedettese |  |

| 17 aprile 1988 29ª giornata | Bologna | 4 – 2 | Sambenedettese |  |

| 24 aprile 1988 30ª giornata | Sambenedettese | 0 – 1 | Parma |  |

| 1º maggio 1988 31ª giornata | Barletta | 0 – 0 | Sambenedettese |  |

| 8 maggio 1988 32ª giornata | Sambenedettese | 2 – 1 | Taranto |  |

| 15 maggio 1988 33ª giornata | Piacenza | 0 – 0 | Sambenedettese |  |

| 22 maggio 1988 34ª giornata | Sambenedettese | 0 – 0 | Genoa |  |

| 29 maggio 1988 35ª giornata | Messina | 2 – 2 | Sambenedettese |  |

| 5 giugno 1988 36ª giornata | Sambenedettese | 0 – 0 | Bari |  |

| 12 giugno 1988 37ª giornata | Cremonese | 0 – 0 | Sambenedettese |  |

| 19 giugno 1988 38ª giornata | Sambenedettese | 0 – 1 | Udinese |  |